# 費爾韋瑟山 (南極洲)
費爾韋瑟山（英語：Mount Fairweather）是南極洲的山峰，位於阿蒙森海岸，處於舍維爾山東北面7公里，屬於毛德王后山脈的一部分，海拔高度1,865米，由新西蘭探險隊命名，現時由南極條約體系管理。